# Antônio Augusto Dias Duarte
Antônio Augusto Dias Duarte (Santo André, Sao Paulo, 7 de noviembre de 1948) es un presbítero católico brasileño. Fue obispo auxiliar de la Arquidiócesis de San Sebastián de Río de Janeiro (2005-2025). Está incardinado en la Prelatura del Opus Dei.

## Biografía
Hijo de Roberto Días Duarte e Irma Ada Capisani Duarte. Estudió Medicina en la Universidad de São Paulo, con especialidad en Pediatría (1970-1975). Compatibilizó dichos estudios con los de Filosofía en el Studium Generale de la Prelatura del Opus Dei y Teología en el Colegio Romano de Santa Cruz (1970-1977). Su ordenación sacerdotal tuvo lugar el 15 de agosto de 1978,en la localidad oscense de Barbastro. Posteriormente realizó un doctorado en Teología Moral en la Universidad de Navarra.
Ha desarrollado su labor pastoral en: Centro de Estudios de Extensión Universitaria de São Paulo (1979); capellán del Centro Cultural Lagoa en Río de Janeiro (1980-1986); capellán del Centro Cultural Feminino Itaporã de Río de Janeiro (1979-1994); profesor de moral sexual y moral médica en el Instituto Superior de Teología de la Arquidiócesis de Río de Janeiro (1986-1998); profesor de Antropología Filosófica y Bioética Clínica en el posgrado de Bioética de la Pontificia Universidad Católica de Río de Janeiro y vicario-secretario de la delegación del Opus Dei en Río de Janeiro (1990-2004).
El papa Juan Pablo II le nombró obispo con la sede titular de Tuscamia y auxiliar de la Arquidiócesis de São Sebastião do Río de Janeiro (12 de enero de 2005). Recibió la ordenación episcopal el 12 de marzo de 2005, de manos del cardenal Dom Eusébio Oscar Scheid, concelebrando el cardenal Dom Eugênio de Araújo Sales y Dom Alano María Pena.
En la Arquidiócesis de Río de Janeiro, Don Antônio es responsable de la Pastoral de la Familia, la Salud y la Juventud; animador del Vicariato Episcopal Sur, responsable de la Asociación de Médicos Católicos, de la Unión de Juristas Católicos y de la Pastoral Universitaria de la Región Oriental I. Fue miembro de la Comisión de Pastoral Episcopal para Vida y Familia de la CNBB (2007-2011) y responsable del sector Vida del Departamento de Familia y Vida del CELAM.
El 25 de junio de 2011, fue reelegido como miembro de la Comisión Pastoral Episcopal para la Vida y la Familia de la CNBB.
El 25 de febrero de 2025, el Papa Francisco aceptó su renuncia como Obispo Auxiliar de São Sebastião do Rio de Janeiro.